# Marco Giovannetti
Marco Giovannetti (* 4. April 1962 in Mailand) ist ein ehemaliger italienischer Radrennfahrer. Seine Profikarriere dauerte von 1985 bis 1994.

## Karriere
Als Mitglied des italienischen Mannschaftsvierers gewann Marco Giovannetti als Amateur die Goldmedaille bei den Olympischen Sommerspielen von Los Angeles 1984 beim 100 km Mannschaftszeitfahren. Als Profi und achtbarer Bergfahrer konnte er 1990 die Spanienrundfahrt für sich entscheiden.

## Weitere Erfolge
- 1987 Eine Etappe an der Schweizer Rundfahrt
- 1990 Dritter im Gesamtklassement der Italienrundfahrt
- 1992 Eine Etappe an der Italienrundfahrt und Vierter im Gesamtklassement
- 1992 Italienischer Meister im Straßenrennen